# Thibaud Dooms
Thibaud Dooms (Stasegem, 2001) is een Westvlaams acteur. 
Dooms volgde tijdens zijn secundaire school Woordkunst-Drama aan het Lemmensinstituut in Leuven. Hij vervolgde zijn opleiding aan de Amsterdamse Hogeschool voor de Kunsten, met een focus op theater en dans, waar hij de Top Naeff-prijs kreeg toegekend.
In 2016 speelde hij als tiener mee in de Ketnet kindermusical Kadanza Together. In 2023 kreeg hij de hoofdrol in de speelfilm Skunk, geregisseerd door Koen Mortier. In deze film vertolkte hij de rol van Liam, een tiener met een problematische thuissituatie.
Door zijn rol in Skunk werd Dooms in 2024 geselecteerd als een van de tien Shooting Stars op het Filmfestival van Berlijn.
In 2024 speelde hij mee in de Vlaamse film Milano, samen met Basil Wheatley en Matteo Simoni.
In november 2024 nam Dooms deel aan het televisieprogramma De Slimste Mens ter Wereld.

## Filmografie

### Films
- Zeevonk (2023) – als Jordy [6]
- Skunk (2023) – als Liam
- Milano (2024) – als Jeffrey
- Jimmy (2024) – als Theo
- The Age of Magic (2025)[6]

### Televisie
- Voor wat hoort wat (2015) – bijrol
- De Slimste Mens ter Wereld (2024) – deelnemer

## Prijzen en nominaties
- Top Naeff-prijs – uitgereikt door de Amsterdamse Hogeschool voor de Kunsten
- European Shooting Stars Award – Filmfestival van Berlijn (2024)